# Марбл Сити (Оклахома)
Марбл Сити (енгл. Marble City) град је у америчкој савезној држави Оклахома.

## Демографија
По попису из 2010. године број становника је 263, што је 21 (8,7%) становника више него 2000. године.
| Група             | 2000.      | 2010.       |
| Белци             | 72 (29,8%) | 101 (38,4%) |
| Афроамериканци    | 0 (0,0%)   | 1 (0,4%)    |
| Азијати           | 0 (0,0%)   | 0 (0,0%)    |
| Хиспаноамериканци | 8 (3,3%)   | 2 (0,8%)    |
| Укупно            | 242        | 263         |